# Planta de energía nuclear River Bend
La planta de energía nuclear River Bend se compone de un reactor de agua hirviendo General Electric en un emplazamiento de 13 km² en St. Francisville, Luisiana, Estados Unidos, cerca del Capitolio de Luisiana.
River Bend es gestionada por la empresa Entergy Nuclear y es propiedad de Entergy Gulf States, Inc. 
Entergy tiene intención de construir un nuevo reactor nuclear en el emplazamiento.
A diferencia de la Planta de energía nuclear Waterford río abajo en Hahnville, Riverbend siguió funcionando a pesar del huracán Katrina en 2005.